# Premio de las Letras Valencianas
El Premio de las Letras Valencianas (en valenciano: Premi de les Lletres Valencianes) es un premio literario que otorga la Presidencia de la Generalidad Valenciana desde 1982, de carácter anual hasta 1992 y bianual desde entonces, creado por vez primera con la aprobación del Estatuto de Autonomía de esa comunidad española, enmarcado dentro de los Premios 9 de Octubre, y que «distingue y recompensa a aquellos autores valencianos vivos cuyas obras se hayan dedicado preferentemente a la creación literaria y difusión de la cultura». El premio estuvo dotado con una cuantía económica de 15 000 euros, hasta que en 2012 se suprimió la remuneración.

## Galardonados
Los galardonados desde 1982 han sido:
| - 2022 - Juan José Millás - 2020 - Marc Granell i Rodríguez - 2018 - Vicente Muñoz Puelles - 2016 - Joan Francesc Mira i Casterà - 2014 - Manuel Vicent, Laura Gallego. - 2012 - Antonio Porpetta - 2010 - Santiago Posteguillo Gómez - 2008 - Juan Alfonso Gil Albors - 2006 - Guillermo Carnero Arbat - 2004 - Jaime Siles Ruiz - 2002 - José Albi Fita - 2000 - Jaume Bru i Vidal - 1998 - Andrés Amorós Guardiola - 1996 - Pere Maria Orts i Bosch | - 1994 - Francesc Ferrer Pastor - 1992 - Maria Beneyto i Cuñat - 1991 - Enrique Cerdán Tato - 1990 - Arcadi García Sanz - 1989 - Vicente Aguilera Cerni - 1988 - Germà Colón i Domènech - 1987 - Francisco Brines Bañó - 1986 - Lluís Guarner i Pérez - 1985 - Enric Valor i Vives - 1984 - Vicent Andrés Estellés - 1983 - Juan Gil-Albert Simón - 1982 - Joan Fuster i Ortells |